# Ibn A'tham al-Kufi
Abu Muhammad Ahmad ibn 'Alī Ibn A'tham al-Kufi al-Kindi al-Akhbari (in arabo ﺍﺑﻮ ﻣﺤﻤﺪ ﺍﺣﻤﺪ بن عليّ ﺑﻦ ﺍﻋﺜﻢ الكوفيّ ﺍﻟﻜﻨﺪﻱ ﺍلاﺧﺒﺎﺭﻱ‎?, Abū Muḥammad Aḥmad ibn ʿAlī Ibn Aʿtham al-Kūfī al-Kindī al-Akhbārī; ... – 926 circa) è stato uno storico arabo.
Ibn A‘tham al-Kūfī fu uno storico attivo nel II secolo dell'Egira, corrispondente all'incirca all'VIII e al IX secolo d.C.

L'antichità della sua opera - il Kitāb al-futūḥ (Il libro delle conquiste) - lo identifica quindi come uno dei primi annalisti della tradizione islamica, essendo contemporaneo di autori quali Ṭabarī e Balādhurī e dei loro Taʾrīkh al-rusul wa l-mulūk e Futūḥ al-buldān, o di al-Madāʾinī, al-Wāqidī, al-Zuhrī, Abū Mikhnaf Lūṭ e Hishām b. al-Kalbī, considerati tra i pionieri dell'impegno storiografico in ambito arabo-islamico.

## Fortune e insuccessi di Ibn Aʿtham al-Kūfī
La scadente notorietà di Ibn Aʿtham al-Kūfī ha varie possibili cause. Una prima concausa probabilmente dipende dalla scarsa (quanto ingiusta) considerazione in cui egli fu tenuto dagli storici musulmani più paludati che non apprezzavano il fatto che il suo racconto fosse proposto con le tipiche tinte vivaci che caratterizzava i "romanzi storici" e che consideravano di discutibile qualità il suo materiale storico, non strutturato secondo i canoni pervasivamente richiesti dallo schema sostenuto in campo prevalentemente giuridico dai muḥaddithūn, vale a dire dai trasmettitori di ḥadīth che credevano che solo dopo un'iniziale valida silsila di autorevoli garanti, in grado di tramandare in maniera considerata affidabile una qualsiasi narrazione, potesse seguire il matn (contenuto) vero e proprio.
Ibn Aʿtham al-Kūfī in realtà non mancò di citare le sue fonti orali (alcune molto autorevoli) ma lo fece con corposi e non ben sviluppati isnād collettivi, posti all'inizio dei capitoli principali del suo libro e non di ogni singola notizia storica, come preteso dai muḥaddithūn.
La non buona nomea di Ibn Aʿtham al-Kūfī come tradizionista è mostrata da un severo giudizio di Yāqūt, fatto in seguito proprio da un apprezzato studiosi di ʿilm al-rijāl quale Ibn Ḥajar al-ʿAsqalānī.
Yāqūt, che nel suo Muʿjam al-udabāʾ gli attribuisce la nisba al-Akhbārī, visto che lo colloca fra i cronisti (akhbāriyyūn), anche se altrove lo eleva, non senza una qualche contraddizione, al livello di storico (muʾarrikh). Lo considerava però tradizionista "debole" (ḍaʿīf ), giudicando di conseguenza poco valido il suo lavoro storico che si sarebbe composto di due libri: il primo sul periodo compreso tra gli esordi dell'Islam fino a tutto il califfato di Hārūn al-Rashīd, mentre l'altro sarebbe stato
 senza che questo giungesse fino a noi. A ciò Yāqūt aggiungeva l'informazione secondo cui "forse esisteva un'appendice (dhayl)" che aggiornava il "primo [libro]" e che finiva con le vicende legate ad al-Muqtadir (295-320/908-32), affermando di aver personalmente veduto entrambi i libri.
Ammesso che l'informazione sia corretta, di questo impegno storico sarebbe sopravvissuto solo il primo libro e solo un'esigua porzione iniziale del secondo, visto che l'edizione araba in 8 volumi della Dāʾirat al-maʿārif al-ʿuthmāniyya di Hyderabad, curata tra il 1968 e il 1975 da un'équipe coordinata dal prof. ʿAbd al-Wahhāb al-Bukhārī, si conclude con un fugace accenno da parte dell'Autore al califfato dell'abbaside al-Mustaʿīn bi-llāh che regnò a Sāmarrāʾ tra il 248 e il 252 E. (862-866).
L'866 (252 E.), quindi, deve essere considerato il termine post quem per datare Ibn Aʿtham al-Kūfī, mentre quello ante quem dovrà necessariamente essere il 352/963, data in cui il persiano Balʿamī tradusse la sua originale (perché di rado interpolata con altro materiale storico) traduzione del capolavoro annalistico ṭabarīano, nel quale egli fece non occasionale ricorso proprio al Kitāb al-futūḥ per quanto riguardava gli avvenimenti del Khorāsān, da cui mosse la cosiddetta "rivoluzione abbaside", per le cui informazioni Ibn Aʿtham al-Kūfī dovette certamente avvalersi dell'impianto storico proposto da al-Madāʾinī, visto che il nome di questo pioniere della storiografia arabo-islamica viene citato in vari incipit che precedono le notizie relative a quella importante regione persiana.

## I manoscritti delKitāb al-futūḥ
In qualche modo poté giocar contro Ibn Aʿtham al-Kūfī il fatto di essere sciita, come si può dedurre non tanto dalla sua nisba, quanto dal successo ottenuto dal lavoro in tale contesto religioso, tanto che una sua traduzione curata da Balʿamī conobbe duraturo successo, al punto di essere scambiato per originale. Questo finché il grande bibliotecario orientalista tedesco Karl Ludwig Wilhelm Pertsch (1832-1899) non descrisse nel suo Verzeichnis der arabischen Handschriften der Herzoglischen Bibliothek zu Gotha (1881) il manoscritto arabo originale presente nella Biblioteca ducale di Gotha.
Se già Charles Rieu aveva indicato un altro manoscritto nel suo Catalogue of the Persian Manuscripts in the British Museum, e Storey aveva sottolineato la presenza di un altro esemplare, e se nel 1882 a Mumbai il lavoro di Ibn Aʿtham al-Kūfī era stato edito nella sua veste persiana nella Biblioteca di Mashhad, ulteriori copie dell'originario manoscritto arabo furono ricercate e rintracciate in varie biblioteche del mondo: da quella di Istanbul, studiata dallo storico turco Zeki Velidi Togan, a quella presente nella Chester Beatty Library di Dublino,) a quella infine che Fred Donner ipotizza sia catalogata al n.° 2290 B nella Khuda Baksh Oriental Public Library di Patna (India).
A fronte del successo assai scarso dell'opera in ambito arabofono, pur essendo il nome di Ibn Aʿtham al-Kūfī non di rado ricordato in altri lavori storici, il Kitāb al-futūḥ registrò un assai maggiore e duraturo consenso in quello del mondo parlante persiano.

A ciò contribuì l'evidente sentimento sciita del suo Autore ma anche il fatto che, non diversamente dallo stesso Ṭabarī e da Dīnāwarī, il racconto era più snello e fruibile, senza le continue interruzioni causate dalle "catene di trasmettitori" che precedevano le varie informazioni storiche, mentre una particolare attenzione era riservata nel Kitāb al-futūḥ al contesto persiano.
Fortuna volle che un alto dignitario del Khwārezm commissionasse una traduzione persiana del Kitāb al-futūḥ e che, a partire dal 1199, la copia curata da un certo Muḥammad ibn Muḥammad Mustawfī al-Harawī (completata da Muḥammad b. Aḥmad b. Abī Bakr al-Kātib al-Mābarnābādī) conoscesse un duraturo successo grazie alle numerose tirature litografate, ingenerando addirittura la convinzione che essa fosse un'opera originale, supplendo così all'inspiegabile scomparsa del lavoro originario in arabo.
Della traduzione persiana si è avvalso il prof. Bukhārī per completare la sua edizione della versione araba (che presenta diverse falle), che prende le mosse dal manoscritto arabo descritto da Pertsch nel suo Verzeichnis der arabischen Handschriften der Herzoglischen Bibliothek zu Gotha, collazionato col già ricordato manoscritto arabo della Chester Beatty Library di Dublino.

## La validità dell'opera
Con tutti i suoi limiti, il Kitāb al-futūḥ ha una sua indiscutibile validità. Non solo per la sua relativa antichità ma, soprattutto, perché fornisce una serie di elementi originali collegati alle complesse vicende dell'Iraq e alla "conquista del Khurāsān, dell'Armenia e dell'Azerbaigian, le guerre degli Arabi coi Khazari e le relazioni arabo-bizantine", fornendo inoltre "un certo numero di dettagli importanti che si trovano unicamente sul Kitāb al-futūḥ"